# Жорж Шарль Гієн
Жорж Шарль Гієн (фр. Georges Charles Guillain, фр. вимова: [ɡilɛ̃]; 3 березня 1876, Руан, Франція — 29 червня 1961, Париж) — французький невролог, відомий описом синдрому, названого на честь його та співавтора Жана Александра Барре.

## Біографія

### Освіта і ранні роки
Він вивчав медицину в Руані та Парижі, де здобув клінічну освіту в кількох лікарнях. Проявив інтерес до неврології, і його перша важлива наукова робота стосувалась ураження plexus brachialis. Він став стажером у Фулгенса Реймонда, який змінив Жана-Мартена Шарко на кафедрі хвороб нервової системи в госпіталі Сальпетріє. Докторський ступінь здобув у Парижі в 1898 році, дисертація «La forme spasmodique de la syringomyélie. La névrite ascendante et la traumatisme dans l’étiologie de la syringomyélie». Був керівником клініки захворювань нервової системи з 1903 по 1905 рік, лікар лікарні в 1906 році й доцент з 1910 року у віці лише 34 років.

### Опис синдрому
Під час Першої світової війни він служив у Школі військової медицини та хірургії поблизу Реймса. Потім він обіймав посаду головного лікаря неврологічного центру 6-ї армії, де служив разом зі своїм другом Жаном Александром Барре. У 1916 році вони описали разом з надалі невиправдано забутим Андре Штролем синдром гострого радикулоневриту з гіперальбумінозом спинномозкової рідини без клітинної реакції (цитозу), який надалі названо синдромом Гієна — Барре.

### Подальша кар'єра
Після Першої світової війни він служив у госпіталі Шаріте в Парижі (Hôpital de la Charité de Paris), поки його не обрали професором неврології в госпіталі Сальпетріє в 1923 році. Він обіймав цю посаду до виходу на пенсію в 1947 році.
1909 року він одружився з Джульєттою Шаффард, яка у шлюбі народила п'ять дочок. Про особисте життя Гієна відомо мало, оскільки, як здається, він присвятив усе своє життя своїй улюбленій професії. Помер Гієн у 1961 році у своєму будинку в Парижі.

## Пам'ять і відзначення
Гієн отримав багато відзнак. Він був членом французької, американської та японської академій наук. У 1942 році він був президентом Паризької медичної академії (на той час носила назву «Académie Impériale de Médecine»).
Гієн залишив по собі великий науковий доробок. У 1920 році зі своїм другом Барре він опублікував велику кількість робіт, які стосувалися їхнього клінічного досвіду під час війни. Окрім своєї наукової праці, Гієн також написав авторитетну біографію видатного французького невролога Жана-Мартена Шарко.

### Епоніми в медицині
- Синдром Гієна — Барре — гострий радикулоневрит без запальних змін у спинномозковій рідині[4].
- Реакція Гієна—Ларош—Лешеля на колоїдний бензоїн в лікворі, яка дозволяє відрізнити деякі хвороби з ураженням центральної нервової системи (сифіліс, туберкульозний менінгіт тощо)[5]
- Синдром Гієна — Таона, рідкісний синдром при сифілісі центральної нервової системи.

## Очновний науковий доробок
- Traveux neurologiques de guerre. Разом з Жаном Александром Барре. Paris, 1920.
- Ètudes neurologiques. 1923.
- La Salpêtrière. Разом з П. Матіє. Paris, 1925.
- Anatomie topographique du système nerveux central.With Bertrand. Paris, 1926.
- Techniuque de la réaction du benjoin colloïdal. Paris, 1926.
- Études neurologiques. разом з Теодором Алажуаніном. 4. sér., Paris, 1930.
- J.M. Charcot (1835—1893): Sa vie, son œuvre, Paris, Masson, 1955, 188 p. (OCLC 14649700)

## Нагороди та відзнаки
- Кавалер ордена Почесного легіону (за військові заслуги, 19.07 1916), офіцер ордена (31.07 1928), командор ордена (14.09 1949);
- Командор ордена Зірки Румунії;
- Офіцер ордена Леопольда I;
- Командор ордена Алауїтського трона (Марокко);
- Кавалер ордена Данеброга;
- Кавалер ордена Корони Італії.